# Рытвины Мосул
Рытвины Мосул (англ. Mosul Sulci) — рытвины (рельеф из чередующихся борозд и кряжей) на поверхности спутника Сатурна — Энцелада.

## География
Примерные координаты — 58°06′ ю. ш. 336°44′ з. д. / 58,1° ю. ш. 336,73° з. д.. Максимальный размер структур составляет 60 км. На северо-западе от них находится аналогичная структура — рытвины Аль-Медина (вверху на снимке справа), а на востоке — рытвины Кашмир. На севере расположен 7-километровый именной кратер Маяруф.

## Эпоним
Названы в честь города Мосул, фигурирующего в сборнике арабских сказок Тысяча и одна ночь. Официальное название было утверждено Международным астрономическим союзом в 2006 году.